# Sèrie numismàtica La Dona en el Procés d'Independència del Perú
La sèrie numismàtica «La Dona en el Procés d'Independència del Perú» (La Mujer en el Proceso de Independencia del Perú en castellà) és una col·lecció de monedes del sol peruà posada en circulació pel Banc Central de Reserva del Perú a partir del 30 de desembre de 2020. Aquesta sèrie consta de tres monedes dedicades a les Heroïnes Toledo, Brígida Silva de Ochoa i María Parado de Bellido, homenatjant la història de dones patriotes peruanes que van lluitar de diverses maneres i fins i tot van donar la seva vida per aconseguir la independència del Perú.
A l'anvers de cada moneda s'observa l'Escut d'Armes del Perú envoltat de la llegenda "Banco Central de Reserva del Perú", l'any d'encunyació i un polígon inscrit de vuit costats. Al revers, es presenta la imatge del personatge corresponent, un disseny geomètric de línies verticals i la marca de la Casa Nacional de Moneda. A l'esquerra, apareix la frase "Bicentenario 1821-2021", la denominació en número i el nom de la unitat monetària. Al costat de la denominació, es pot veure l'isotip del Bicentenari com a símbol de la sèrie, i a la part superior es mostra el nom del personatge.

## Monedes de la sèrie
| Sèrie Numismàtica "La Dona en el Procés d'Independència del Perú" | Sèrie Numismàtica "La Dona en el Procés d'Independència del Perú" | Sèrie Numismàtica "La Dona en el Procés d'Independència del Perú" | Sèrie Numismàtica "La Dona en el Procés d'Independència del Perú" |
| Ordre                                                             | Imatge                                                            | Emissió                                                           | Personatge                                                        |
| ----------------------------------------------------------------- | ----------------------------------------------------------------- | ----------------------------------------------------------------- | ----------------------------------------------------------------- |
| 1°                                                                |                                                                   | 30 de desembre de 2020                                            | Heroïnes Toledo                                                   |
| 2°                                                                |                                                                   | 30 de desembre de 2020                                            | Brigida Silva de Ochoa                                            |
| 3°                                                                |                                                                   | 30 de desembre de 2020                                            | María Parado de Bellido                                           |